# Фельгаст
Фельгаст (нем. Velgast) — община в Германии, в земле Мекленбург-Передняя Померания.
Входит в состав района Северная Передняя Померания. Подчиняется управлению Францбург-Рихтенберг.  Население составляет 1854 человека (на 31 декабря 2010 года). Занимает площадь 71,42 км².